# Stuart Reside
Stuart Reside (født 6. september 1978 i Perth) er en australsk tidligere roer.
Reside var med til at vinde bronze i dobbeltfirer ved VM 1999 i Canada. Ved OL 2000 i Sydney blev dobbeltfireren med Reside nummer fire.
Ved OL 2004 i Athen var han med i den australske otter, der desuden bestod af Stefan Szczurowski, Stuart Welch, James Stewart, Geoff Stewart, Bo Hanson, Mike McKay, Stephen Stewart og styrmand Michael Toon. Australierne vandt deres indledende heat i olympisk rekordtid, en tid der dog kort efter blev slået af amerikanerne. I finalen vandt australierne bronze efter USA, der vandt guld, og Holland, der tog sølvmedaljerne.

## OL-medaljer
- 2004:  Bronze i otter